# August de Ridder
August Cornelius de Ridder (* 4. Mai 1837 in Antwerpen; † 13. Mai 1911 in Paris) war ein belgisch-deutscher Kaufmann und Kunstsammler.  Er war mit dem französischen Archäologen André de Ridder verwandt.

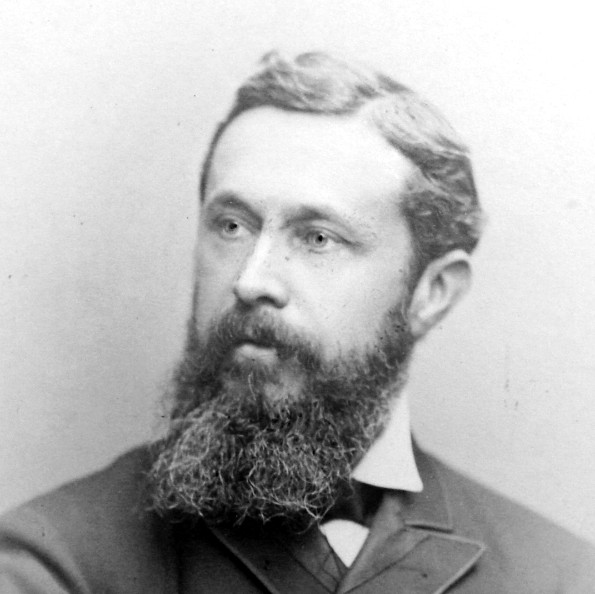
August Cornelius de Ridder

Er lebte ab 1863 in Deutschland und erwarb 1899 die preußische Staatsbürgerschaft. August de Ridder arbeitete zunächst in der Exportfirma von Ludwig August Müller, dem Mitbegründer der Theerfarbenfabrik Meister Lucius und Brüning in Hoechst am Main. Ab 1863 war er Kaufmännischer Direktor der Firma, aus der 1880 die Farbwerke vorm. Meister Lucius & Brüning AG hervorgingen. De Ridder war Mitglied des Vorstands der Farbwerke von 1880 bis 1907.
Anfangs von Antwerpen aus pflegte er Geschäftsverbindungen nach Großbritannien und Frankreich. In England erwarb er z. B. Kokerei-Rückstände als Rohstoff für „Teerfarben“, die neuen Produkte der Kohlenstoff-Chemie. Gleichzeitig war er für deren Export verantwortlich, z. B. die Einführung des Gaslicht-verträglichen Aldehyd-Grüns als Textilfarbstoff in Frankreich. Das erste Kleid, das mit Aldehydgrün eingefärbt war, trug Kaiserin Eugénie, die Gemahlin von Napoleon III. Nach ihrem Auftritt stieg schlagartig die Nachfrage nach dem Farbstoff.
Beteiligt war er auch an Kooperationsvereinbarungen mit der Hochschulmedizin, z. B. dem Vertrag zwischen den Farbwerken und Emil von Behring zur Entwicklung eines Serums zur Bekämpfung der Diphtherie ab 1892.
De Ridder erwarb ein beachtliches Vermögen, das es ihm ermöglichte, ab 1891 eine großzügige Villa in einem weiten Park auf dem Eichbühel in Schönberg bei Kronberg im Taunus zu bewohnen. Sie bildete auch den Ausgangspunkt seiner Kunstsammlung, die sich nach dem anfänglichen Sammeln der Bilder zeitgenössischer Maler ab 1890 mehr und mehr auf die holländischen und flämischen Meister des 17. Jahrhunderts und thematisch auf Porträts, Genrebilder, Interieurs und Landschaften konzentrierte. Kennzeichen der Sammlung war also ihre ungewöhnliche Homogenität bei gleichzeitig höchster Qualität. Fast alle Bilder erwarb er durch den Pariser Galeristen Francois Kleinberger, auch beraten von Wilhelm von Bode, dem Kurator des Kaiser Friedrich Museums in Berlin. Von Bode stellte auch die Galerie mit 85 Bildern in einem sorgfältig edierten und aufwändig ausgestatteten Katalog vor, der 1913 zunächst auf Deutsch und Französisch, später in Kurzfassung auch auf Englisch erschien.
Nach dem Tod de Ridders 1911 übernahm zunächst das Städelsche Kunstinstitut in Frankfurt die Sammlung als Leihgabe. De Ridder hatte testamentarisch festgelegt, dass für den Fall, dass die Familie sich zum Verkauf der Sammlung entschließen sollte, dieser über Kleinberger erfolgen solle. So kam die Sammlung 1913 über Paris in die New Yorker Dependance von Kleinberger, wo sie potentiellen amerikanischen Käufern vom 24. November bis zum 15. Dezember 1913 vorgestellt wurde. Anschließend gelangte sie zurück nach Paris, wo sie sich bei Kriegsausbruch 1914 befand und als Feindesgut beschlagnahmt wurde. Mise sous séquestre, elle est restée notre gage, faible compensation à tant de dégats et de mutilations (Rouchèz 1924, 525). Am 2. Juni 1924 kam es entsprechend dieser Rechtsauffassung in Paris zur Zwangsversteigerung.